# Чебашек, Аленка
Аленка Чебашек (словен. Alenka Čebašek; род. 24 апреля 1989 года, Крань) — словенская лыжница, участница Олимпийских игр в Сочи. Более успешно выступает в спринтерских гонках.
В Кубке мира Чебашек дебютировала 19 декабря 2009 года, в декабре 2010 года впервые попала в десятку лучших на этапе Кубка мира, в командном спринте. Всего на сегодняшний день имеет на своём счету 2 попадания в десятку лучших на этапах Кубка мира, оба в командном спринте, в личных гонках не поднималась выше 12-го места. Лучшим достижением Чебашек в общем итоговом зачёте Кубка мира является 58-е место в сезоне 2011-12.
На Олимпийских играх 2014 года в Сочи принимала участие в четырёх гонках: спринт — 17-е место, 10 км классическим стилем — 33-е место, командный спринт — 10-е место, эстафета — 11-е место.
За свою карьеру принимала участие в двух чемпионатах мира, лучший результат 14-е место в эстафете на чемпионате мира 2013 года, а в личных гонках 19-е место в спринте на чемпионате мира 2011 года.
Использует лыжи производства фирмы Fischer.